# Каменский сельский совет (Каховский район)
Каменский сельский совет (укр. Кам'янська сільська рада) — входит в состав
Каховского района
Херсонской области
Украины.
Административный центр сельского совета находится в 
с. Каменка
.

## История
- 1895 — дата образования.

## Населённые пункты совета
- с. Каменка
- с. Сергеевка
- с. Цукуры
- с. Червоное Подолье